# Neil Leon Rudenstine
Neil Leon Rudenstine (* 21. Januar 1935 in Danbury, Connecticut) ist ein US-amerikanischer Anglist, Literaturwissenschaftler, Pädagoge und Hochschullehrer, der unter anderem von 1991 bis 2001 Präsident der Harvard University war.

## Leben
Nach dem Besuch der Wooster School begann Rudenstine ein Studium an der Princeton University, an der er 1956 einen Bachelor of Arts (B.A.) erwarb. Ein anschließendes weiteres Studium am New College der University of Oxford beendete er mit Unterstützung durch ein Rhodes-Stipendium sowohl mit einem weiteren B.A. als auch mit einem Master of Arts (M.A.). Nach seiner Rückkehr in die USA setzte er seine postgradualen Studien weiter fort und erwarb 1964 einen Doctor of Philosophy (Ph.D.) im Fach Englische Literatur an der Harvard University.
Im Anschluss übernahm er zunächst 1964 eine Professur für Anglistik an der Harvard University, ehe er zwischen 1968 und 1988 Professor für Anglistik an der Princeton University war. Dort war er zugleich von 1968 bis 1972 Dekan für Studentenangelegenheiten und danach Dekan der Fakultät für Anglistik sowie zuletzt von 1977 bis 1988 Provost der Princeton University. Danach war er von 1988 bis 1991 Exekutiv-Vizepräsident der Andrew W. Mellon-Stiftung.
1991 wurde Rudenstine, der auch Trustee der Princeton University und des Courtauld Institute of Art war, als Nachfolger von Derek Bok Präsident der Harvard University. Diese Funktion bekleidete er bis zu seiner Ablösung durch Lawrence Summers 2001.
Rudenstine, der auch Direktor des American Council on Education sowie der New York Public Library war, war auch Vorsitzender für Kunst der Andrew W. Mellon-Stiftung sowie Trustee der Barnes Foundation, der Goldman-Sachs-Stiftung und ist seit 2007 Trustee des J. Paul Getty Trust.
Des Weiteren engagiert er sich in der American Academy of Arts and Sciences (gewähltes Mitglied seit 1991), der American Philosophical Society, im Council on Foreign Relations sowie im Committee for Economic Development.

## Veröffentlichungen
- Sidney's Poetic Development (1967)
- English Poetic Satire: Wyatt to Byron, Mitherausgeber George S. Rousseau (1972)
- In Pursuit of the Ph.D, Mitautor William G. Bowen (1992)
- Pointing Our Thoughts (2001)